# 小池口站
小池口站位于湖北省黄冈市黄梅县小池镇，紧邻九江市，是京九铁路的一座火车站，等级为四等站，距北京西站1300公里，距常平站1015公里，本站及相邻上下行区间均为电气化区段。车站建于1996年，现办理客运、货运业务，目前停靠的旅客列车只有九江至麻城的6025/6026次列车，乘客以菜农、民工、学生为主，九江至小池口票价仅1元。